# IAR 38
Le IAR 38 était un avion militaire de la Seconde Guerre mondiale fabriqué en Roumanie par Industria Aeronautică Română (IAR).